# Парачіко
{{}}

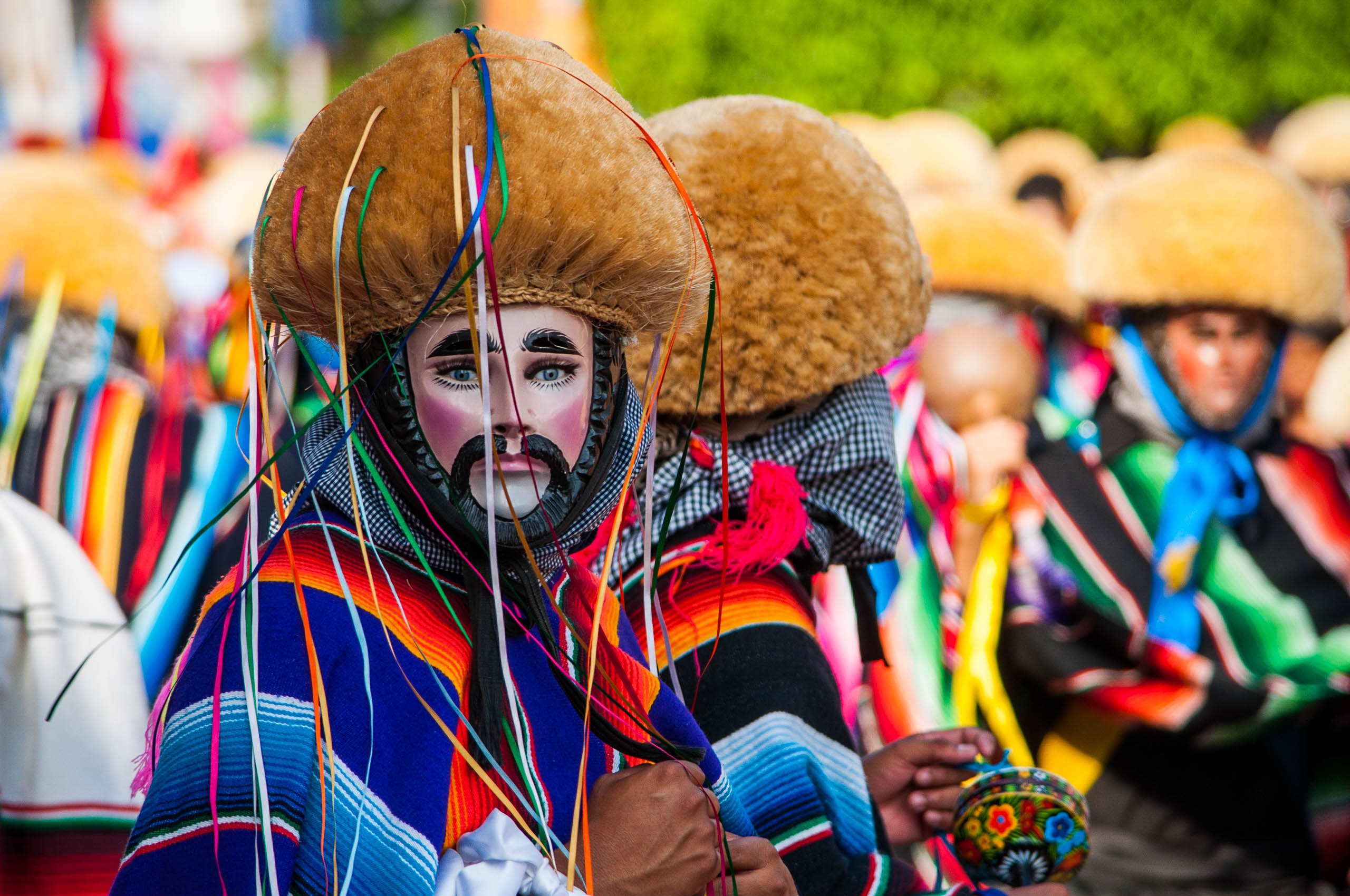
Танцівниця Парачіко

Парачіко або Парачікос — це традиційні танцюристи з Чіапа-де-Корсо, Чіапас, Мексика, які танцюють на вулицях міста під час урочистостей Grand Fiesta, які відбуваються з 15 по 23 січня кожного року. Фестиваль ушановує місцевих святих покровителів Чорного Христа з Ескіпула, святого Антонія Абата та святого Себастьяна. Місцеві жителі стверджують, що, як і багато інших католицьких свят у Латинській Америці, він сягає корінням у набагато давнішу культуру корінних народів. Таким чином, він перетворився на гібрид старої місцевої культури та новіших католицької та іспанської культур. Церква, де завершується фестиваль, є домівкою для старого дерева, яке, за словами мешканців, було ще до церкви. Кажуть, що це дерево символізує «дерево життя» (на основі культури мая та інших доіспанських американських культур), що свідчить про те, що це місце використовувалося для церемоній до приходу католицизму.
Свята, які включають католицькі релігійні церемонії, музику, танці та місцеву кухню, включили до Списків нематеріальної культурної спадщини ЮНЕСКО 16 листопада 2010 року, як «Парачікос на традиційному січневому святі Чіапа де Корсо».

## Історія

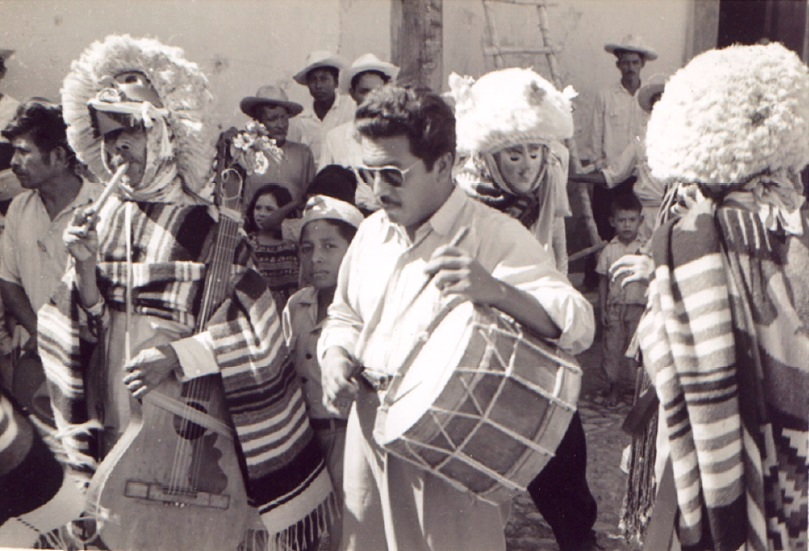
Святкування Парачіко в 1948 році

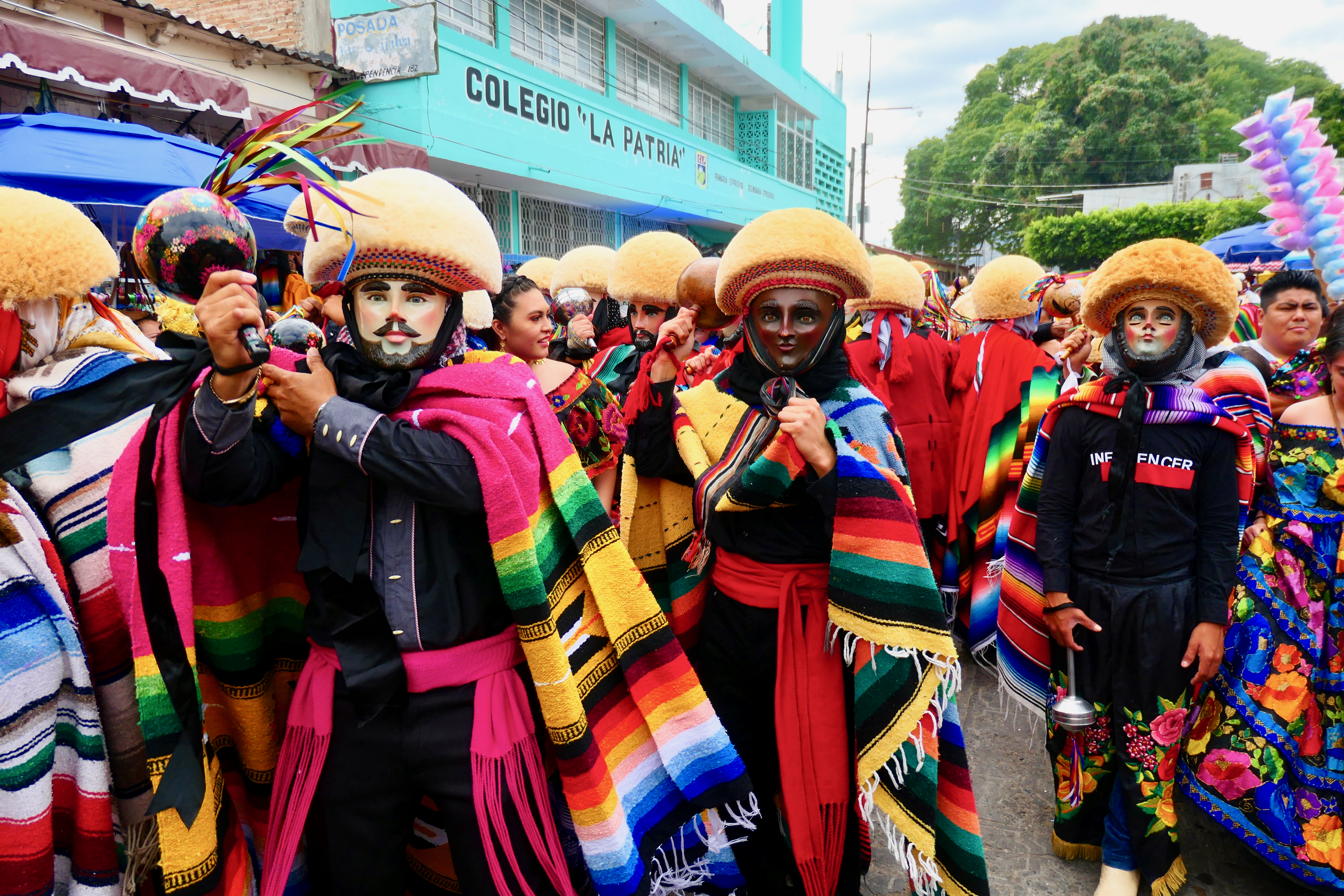
Святкування Парачіко у 2020 році

Хоча Велика Фієста Парачікос має доіспанське походження, традиція сягає сімнадцятого століття, коли образ Сан-Себастьяна, мученика, прибув у те, що тоді було відомо як Королівське село Чіапа (або Чіапа індіанців), і церква збудована.
Існує багато версій історії Парачікос, але всі історії розповідають, що одного разу прибула красива жінка, шукаючи ліків для свого хворого сина. Вона водила його до лікаря та цілителів, але все не полегшило його страждань. Хтось сказав їй піти в Чіапа-де-Корсо, де вона обов’язково знайде ліки, тому вона переїхала туди з усіма своїми слугами, і там її син нарешті зцілився.
Коли вона зрозуміла, що село скромних людей, вона спробувала винагородити їх роздачею їжі. Тим часом тубільці танцювали навколо хлопчика — розмальовані й переодягнені, щоб виглядати біло, як його мати, щоб малий не злякався. Коли жінка, яку звали сеньйора Марія де Ангуло, віддала подарунки танцівницям, вона сказала: «для хлопчика» або «para el chico», скорочено до «Parachico».
Усна традиція пропонує й іншу версію. Кажуть, що в середині XVIII століття в Чіапа-де-Корсо прибула іспанська жінка з Гватемали, у якої був хворий син, якого лікарі не змогли вилікувати. Вона прибула в Чіапа-де-Корсо зі своїм сином і великою кількістю слуг, тому що хотіла проконсультуватися з відомим індійським цілителем і пішла відвідати його. — Очистіть шлях для моєї леді Марії де Ангуло! — кричали її слуги. Цілитель порекомендував багатій іспанській жінці відвести свого хворого сина до цілющих вод Кумбуюйу і купати його протягом дев'яти днів. Після цього хлопчик одужав, і вона щаслива повернулася до Гватемали.
У 1767 і 1768 роках епідемія сарани знищила врожай Чьяпи, а населення зазнало голоду. Після цього лиха спалахнула епідемія, яка вбила майже половину його населення. Серед цього нещастя до Чьяпа-де-Корсо прибув потяг з мулами, навантажений великими запасами кукурудзи, бобів, овочів і грошей. Люди не могли в це повірити, поки знову не почули голоси слуг: «Очистіть дорогу моїй леді Марії де Ангуло!»
Слуги роздавали їжу сім’ям, а вночі слуги танцювали та танцювали, щоб розважати дітей. Їм також кидали цукерки та попереджали батьків: «Пам’ятайте про своїх дітей, подарунки – для дітей!». Все це зробили в пам'ять про сина Марії де Ангуло, або «para el chico». Так народилася традиція Парачікос. Щороку місто святкує цю подію з жінкою, одягненою як сеньйора Марія де Ангуло, яка подорожує на борту алегоричного автомобіля, кидаючи золоті монети, цукерки та конфетті.
У певні ночі під час фестивалю чоловіки міста одягаються в іспанських жінок і проходять парадом вулицями. Це пояснюється способом вшанування сеньйори Марії де Ангуло.

## Одяг

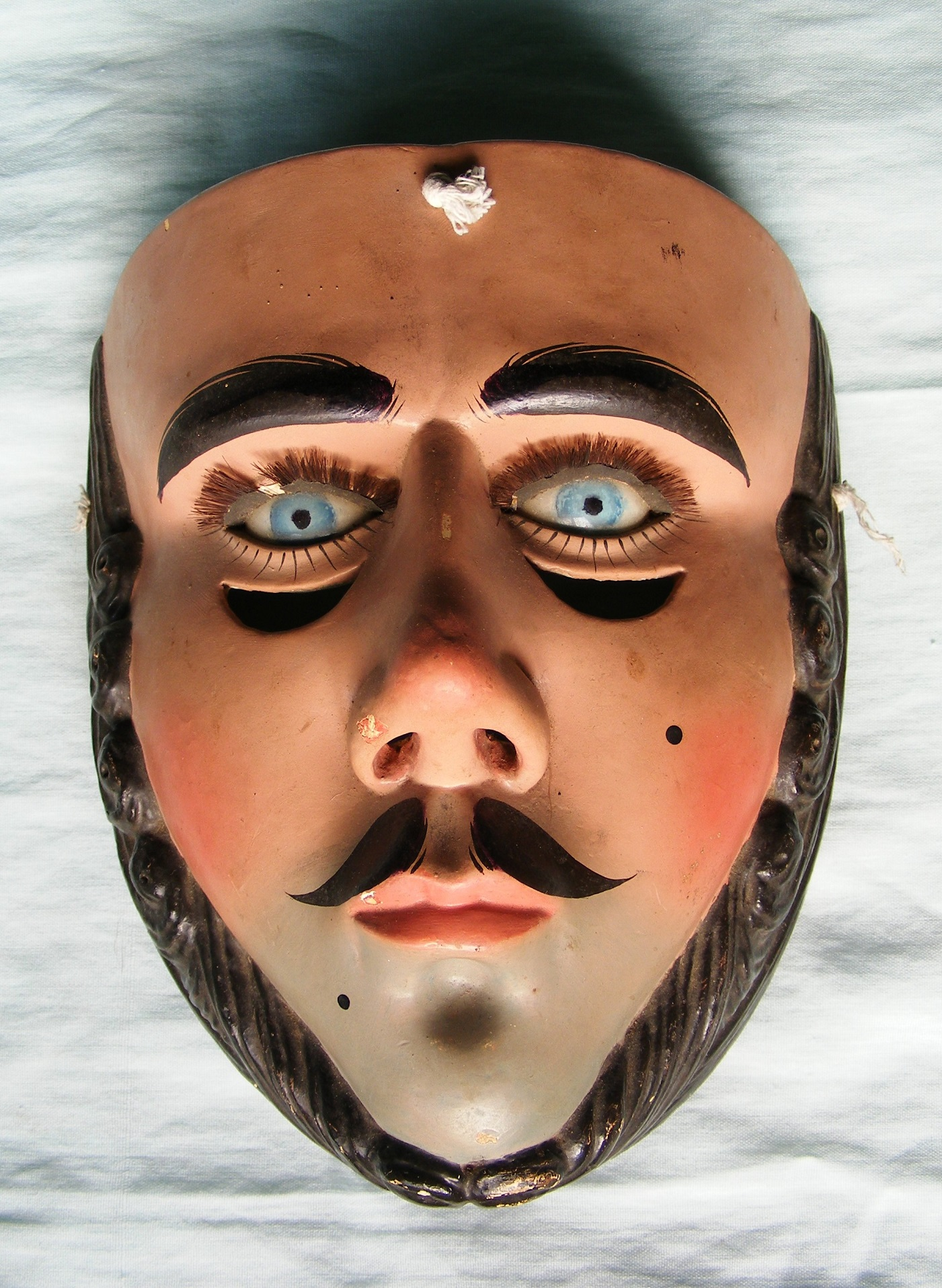
Маска Парачіко.

Парачікос носять дерев'яні маски з кавказькими рисами, такими як світла шкіра, волосся на обличчі та блакитні очі, на відміну від рис корінних людей. Вони також носять круглий головний убір, різнокольорові стрічки, смугасті серапе, вишиті шалі, зазвичай поверх чорної або темної сорочки та штанів.
Парачікос використовують металеві брязкальця, місцеві жителі називають chinchin або chinchines, з різнокольоровими стрічками, прикріпленими до верхівки та/або ручок, які трясуть, коли вони танцюють і співають.

## Оголошення нематеріальної культурної спадщини

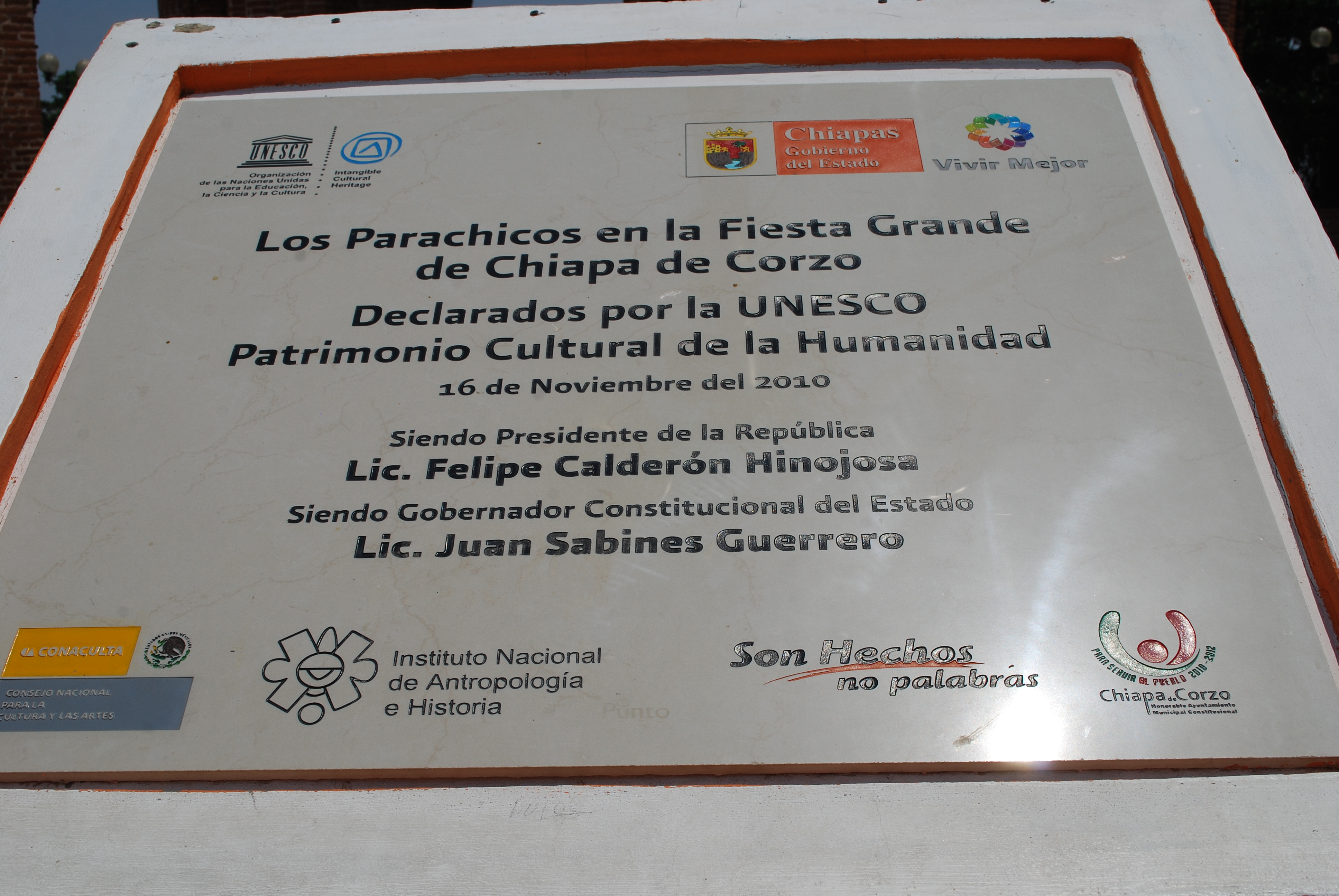
ЮНЕСКО оголосило плиту нематеріальною культурною спадщиною

16 листопада 2010 року фестиваль Парачікос був оголошений ЮНЕСКО нематеріальною культурною спадщиною. Рішення ухвалено на засіданні Міжурядового комітету з охорони нематеріальної культурної спадщини, яке відбулося в Найробі, Кенія, під назвою «Парачікос на традиційному січневому святі Чіапа де Корзо».

## Зовнішні посилання
- Parachico Mask Carver - masksoftheworld.com
- Парачіко в Чіапа де Корсо - concierge.com
- Chiapa de Corzo, Fiesta of San Sebastian, Parachico Dancers - web.mac.com